# Uniegoszcz
Uniegoszcz (niem. Bertelsdorf) – wieś w Polsce położona w województwie dolnośląskim, w powiecie lubańskim, w gminie Lubań, na historycznym Dolnym Śląsku.

## Położenie
Uniegoszcz to duża wieś leżąca na Pogórzu Izerskim, na prawym brzegu Kwisy, na wysokości około 205–220 m n.p.m.

## Historia
Najstarsza znana wzmianka o wsi pochodzi z 1233. W czasach rozbicia dzielnicowego w Polsce leżała w granicach księstw śląskiego, legnickiego, jaworskiego, lwóweckiego, świdnicko-jaworskiego, ponownie jaworskiego i ponownie świdnicko-jaworskiego.

## Podział administracyjny
W latach 1945–1954 siedziba gminy Uniegoszcz. W latach 1975–1998 miejscowość administracyjnie należała do województwa jeleniogórskiego.

## Nazwa
Obecna nazwa została administracyjnie zatwierdzona 12 listopada 1946.

## Zabytki
Do wojewódzkiego rejestru zabytków wpisane są obiekty:
- kościół parafialny pw. Narodzenia Najświętszej Marii Panny, ul. Różana, z XVI-XVIII w.
- dom, ul. Jeleniogórska 18, z 1780 r.